# Meteorus whartoni
Meteorus whartoni är en stekelart som beskrevs av Wu och Chen 2000. Meteorus whartoni ingår i släktet Meteorus och familjen bracksteklar. Inga underarter finns listade i Catalogue of Life.